# 阿拉戈纳
阿拉戈纳（義大利語：Aragona），是意大利阿格里真托省的一个市镇。总面积74.42平方公里，人口9665人，人口密度129.9人/平方公里（2009年）。ISTAT代码为084003。